# Sachau
Sachau 
este o comună în Saxonia-Anhalt, Germania